# Revisionistische Schule der Islamwissenschaft
Die Revisionistische Schule der Islamwissenschaft ist eine vor allem seit den 1970er Jahren zunehmend bedeutsame Strömung innerhalb der Koran-, Hadith- und Sīra-Forschung, die durch Anwendung der Historisch-kritischen Methode, des wissenschaftlichen Standardverfahrens zur Analyse historischer Texte, auch innerhalb der Islamwissenschaft einen Paradigmenwechsel einleitete.
Die Anwendung dieser wissenschaftlichen Methoden führte in vielen Fällen zu einer Revision der vormals von Islamgelehrten und Islamwissenschaftlern vorgetragenen Darstellungen, Dogmen und Interpretationen, was letztere zu Kritik an den Vertretern und Arbeitsergebnissen der historisch-kritischen Methode veranlasste. Umgekehrt wurde Teilen der traditionellen Islamwissenschaft vorgeworfen, nicht wissenschaftlich zu arbeiten und insbesondere der islamischen Traditionsliteratur ein viel zu großes Gewicht beizumessen.

## Begriff und Ausgangsstandpunkt des Revisionismus
Der Begriff Revisionismus wurde zuerst von den Gegnern der neuen wissenschaftlichen Bewegung geprägt und wird von ihnen zum Teil noch heute mit einem abwertenden Unterton gebraucht. Dann wurde er von den Medien aufgegriffen, um die neue Bewegung mit einem prägnanten Schlagwort benennen zu können. Heute gebrauchen auch die Anhänger der neuen Bewegung den Begriff des Revisionismus, um ihre Bewegung zu bezeichnen, allerdings meist in Anführungszeichen geschrieben und mit einem leicht selbstironischen Unterton.
Das Kernanliegen der revisionistischen Schule ist es, mit der praktisch schon seit Ignaz Goldziher vorhandenen Erkenntnis ernstzumachen, dass die traditionellen islamischen Überlieferungen über die Frühzeit des Islam, die erst 150 bis 200 Jahre nach Mohammeds Tod geschrieben wurden, als geschichtliche Quellen höchst fragwürdig sind. Betroffen sind die Lebensgeschichte des Mohammed, die Entstehungsgeschichte des Koran und die geschichtliche Entwicklung unter der ersten islamischen Dynastie der Umayyaden. Die wahren geschichtlichen Abläufe der islamischen Frühzeit müssen mithilfe der historisch-kritischen Methode neu erforscht und rekonstruiert werden.

## Die wichtigsten Vertreter
Ihren Ausgangspunkt nahm die neue Bewegung an der School of Oriental and African Studies SOAS in London durch zwei Veröffentlichungen von John Wansbrough: Quranic Studies (1977) und The Sectarian Milieu (1978). Zu den Schülern von Wansbrough zählten unter anderem Andrew Rippin, Norman Calder, G. R. Hawting, Patricia Crone und Michael Cook. Das Buch Hagarism: The Making of the Islamic World (1977) von Patricia Crone und Michael Cook sorgte mit provozierenden Thesen für Aufmerksamkeit in der Wissenschaftsgemeinde, später distanzierten sich die beiden Autoren allerdings von allzu weitreichenden Thesen. Der grundsätzlich neue Forschungsansatz wurde jedoch aufrechterhalten. Auch Martin Hinds studierte an der School of Oriental and African Studies in London. Robert G. Hoyland ist ein Schüler von Patricia Crone.
Einen zweiten lokalen Schwerpunkt hat die neue Bewegung an der Universität des Saarlandes in Saarbrücken („Saarbrücker Schule“). Ein Schwerpunkt in Saarbrücken ist schon seit den 1970er Jahren die historisch-kritische Erforschung der Entwicklung des Korantextes, namentlich durch Günter Lüling und Gerd-Rüdiger Puin. Ebenfalls in Saarbrücken entwickelte Karl-Heinz Ohlig Anfang der 2000er Jahre zusammen mit Volker Popp, Christoph Luxenberg und Markus Groß eine Theorie zur Frühzeit des Islam, die die Existenz einer historischen Person Mohammed bestreitet.
Weitere Vertreter sind: der niederländische Arabist und Islamologe Hans Jansen, der 2005/2007 in einem beachteten Werk detailliert aufzeigte, warum die bekannten Erzählungen um das Leben des Mohammed Legenden seien. Yehuda Nevo veröffentlichte 2003 sein Werk Crossroads to Islam: The Origins of the Arab Religion and the Arab State, in dem er die Historizität von Mohammed bestritt. James A. Bellamy ist bekannt für seine Textkritik am Koran und für seine Emendationsvorschläge, also Korrekturvorschläge am überlieferten Korantext. Fred Donner hat 2010 als Erster eine fundierte Hypothese von der Frühzeit des Islam vorgelegt, die voreilige Schlussfolgerungen und unüberlegte Spekulationen vermeidet und auf große Resonanz stieß.
Tom Holland studierte Geschichte und ist zu einem bekannten Autor populärwissenschaftlicher Sachbücher zur antiken Geschichte geworden. Mit seinem Werk In the Shadow of the Sword (2012; deutsch: Im Schatten des Schwertes 2012), bzw. in dem darauf basierenden Dokumentarfilm Islam: The Untold Story hat Tom Holland maßgeblich zur Popularisierung der neuen Hypothesen beigetragen. Tom Holland stellt darin eine mögliche Synthese der verschiedenen Ansätze der Revisionisten vor und hat damit ebenso wie Fred Donner eine fundierte Hypothese von der Frühzeit des Islam vorgelegt, die Übertreibungen vermeidet. 
Sven Kalisch ist ein deutscher islamischer Theologe und Apostat, der es ablehnte, islamische Theologie ohne Berücksichtigung der neuen Erkenntnisse der historisch-kritischen Forschung zu betreiben. Daraufhin wurde ihm von deutschen Islamverbänden die Anerkennung als Hochschullehrer für angehende islamische Religionslehrer entzogen. Kalisch trat später aus dem Islam aus. Er lehrt heute Geistesgeschichte im Vorderen Orient in nachantiker Zeit in Münster. Dan Gibson ist eigentlich kein Vertreter des Revisionismus, da er als biblisch motivierter Privatforscher religiöse Texte tendenziell wörtlich zu nehmen pflegt. Allerdings hat er mit seinem Werk Quranic Geography (2011) die Frage nach dem wahren Ort der Entstehung des Islam neu gestellt und Argumente für die These vorgelegt, dass der Islam nicht in Mekka, sondern in Petra in Jordanien entstanden sei.

## Die These von der Unglaubwürdigkeit der islamischen Überlieferung
Die Argumente gegen die Glaubwürdigkeit der traditionellen islamischen Überlieferungen über die Anfänge des Islam wurden zum Beispiel von Hans Jansen in dessen Hauptwerk Der Historische Mohammed zusammenfassend dargelegt. Jansen bespricht darin die Darstellungen der Prophetenbiographie des Ibn Ishāq bzw. Ibn Hischām, einem für den traditionellen Islam maßgeblichen Text, Abschnitt für Abschnitt. Jansen zeigt innere Widersprüche auf, Widersprüche zu anderen außerkoranischen geschichtlichen Quellen, Ausschmückungen und Übertreibungen durch spätere Autoren, politisch bzw. theologisch motivierte Verzerrungen der Darstellung, symbolische Bedeutungen von angeblich historischen Namen, literarische Gestaltungen der Darstellung zum Beispiel nach biblischen Vorbildern, aber auch chronologische und kalendarische Unglaubwürdigkeiten.
Einige Beispiele:
- Obwohl es zur Zeit des Mohammed noch Schaltmonate gab, die zahlreich in den Mondkalender eingeschaltet werden mussten und die erst später (angeblich von Mohammed) abgeschafft wurden, ereignet sich kein einziges der zahllosen von Ibn Ishaq berichteten und genauestens datierten Geschehnisse in einem solchen Schaltmonat.
- Die genaueste Datierung zahlloser Ereignisse durch einen Autor, der erst 150 Jahre danach schrieb, sei per se unglaubwürdig.
- Die Darstellung einer besonders engen Bindung von Mohammed an seine Ehefrau Aischa sei politisch bzw. theologisch motiviert: Aisha war die Tochter des Kalifen Abū Bakr, der gegen den Willen von Ali zum Nachfolger des Mohammed wurde. Um diese Nachfolge gegen Ansprüche der Schiiten abzusichern, die Ali favorisierten, werde die Verbindung der Tochter des Abū Bakr mit Mohammed besonders betont: Aischa war angeblich die Lieblingsfrau des Propheten, und der Prophet vollzog die Ehe mit Aischa angeblich ungewöhnlich früh.
- Die Darstellung des Massakers an dem jüdischen Stamm der Banū Quraiza ist politisch bzw. theologisch motiviert: Wie der „Vertrag von Medina“ zeigt, waren die Juden anfangs ein Teil der Umma und wurden auch als „Gläubige“ angesprochen; vgl. auch die Forschungen von Fred Donner. Als der Islam sich später, nach dem Tod des Mohammed, vom Judentum loslöste, entstanden antijudaistische Lesarten der Vergangenheit. Die Überlieferung vom dreifachen Verrat an Mohammed durch drei jüdische Stämme, welche an die in den Evangelien geschilderte dreifache Verleugnung Jesu durch Simon Petrus erinnert, ist historisch zweifelhaft. Zufolge verschiedener Überlieferungen dieser Begebenheit wurden ausschließlich die Stammesführer für den Verrat bestraft, nicht aber jedes einzelne Stammesmitglied männlichen Geschlechts. Die Namen der drei angeblich verräterischen jüdischen Stämme tauchen auch nicht im „Vertrag von Medina“ auf. Schließlich wäre ein solches Massaker nicht unbemerkt geblieben, auch nicht in der Zeit Mohammeds, und speziell nicht, wenn man bedenkt, dass die Opfer Juden waren: Juden lebten für gewöhnlich in internationalen Handelsnetzwerken, und Juden sind bekannt dafür, ihre Geschichte schriftlich festzuhalten. Das Massaker hat höchstwahrscheinlich niemals stattgefunden.
- Die Darstellungen des Ibn Ishaq sind allgemein bekannt dafür, die Leistungen des Propheten plakativ zu überzeichnen. Bei Ibn Ishaq tötet Mohammed stets mehr Feinde als in anderen Überlieferungen. Auch die Darstellung der sexuellen Potenz des Propheten, der angeblich alle seine Frauen in einer Nacht befriedigen konnte, ist auf fragwürdige Weise übertrieben. In dieselbe Kategorie fällt die Darstellung von Mohammed als Analphabeten. Die Offenbarung des Korantextes wird umso wundersamer und die Leistung des Propheten umso erstaunlicher, wenn Mohammed ein Analphabet war.
- Die Erzählung von der Botschaft Mohammeds an den Kaiser von Byzanz, dass dieser sich bekehren solle, rechtfertigt die arabische Expansion im Nachhinein als religiöse, islamische Expansion.

Jansen weist darauf hin, dass die historisch fragwürdigen islamischen Überlieferungen von großer Bedeutung für die Interpretation des Korans sind. Denn der Koran lässt den Anlass einer Offenbarung meist offen. Der historische Kontext wird im Koran höchstens angedeutet. Viele islamische Überlieferungen entstanden lange nach Mohammeds Ableben aus bloßen Vermutungen, für was für eine Situation ein Koranvers geoffenbart worden war. Durch die historisch fragwürdigen islamischen Überlieferungen wird die Interpretation des Koran seitdem eingeengt.
Auch Patricia Crone hat in ihrem Werk Meccan Trade and the Rise of Islam eine grundsätzliche Kritik an der Glaubwürdigkeit der islamischen Überlieferung formuliert und belegt. Diese Kritik wird in der Literatur viel zitiert, bespricht jedoch nur einige wenige Aspekte aus dem Leben Mohammeds, die stellvertretend das Wesen des gesamten Überlieferungsmaterials aufzeigen sollen. Im Zusammenhang mit Begegnungen des jungen Mohammed mit Juden, die ihn als Propheten erkennen, und anderen Erzählungen, schreibt Patricia Crone:

„Diese Geschichten unterscheiden sich nicht von jenen über Mohammeds Begegnungen mit Juden und anderen. Da sie keine Wunder erzählen, verletzen sie die Naturgesetze nicht und könnten in diesem Sinne wahr sein. Tatsächlich sind sie es jedoch offensichtlich nicht. […] Wir können nicht einmal sagen, ob es überhaupt ein ursprüngliches Ereignis gab: Im Fall von Mohammeds Begegnungen mit Juden und anderen gab es keines. Entweder erlangte ein fiktionales Thema durch das Wirken der Geschichtenerzähler Realität, oder aber ein historisches Ereignis ertrank geradezu unter ihrem Einfluss.“

## Thesen über die Anfänge des Islam
Ausgangspunkt für den revisionistischen Ansatz ist, dass die traditionellen islamischen Überlieferungen über die Frühzeit des Islam, die erst 150 bis 200 Jahre nach Mohammeds Tod entstanden, als geschichtliche Quellen höchst fragwürdig seien. Die wahren geschichtlichen Abläufe in der Frühzeit des Islam sollen mithilfe der historisch-kritischen Methode neu erforscht und rekonstruiert werden. Die Thesen der Revisionisten lauten:
- Der heute vorliegende Korantext weist zahlreiche Abweichungen zu den frühesten erhaltenen Manuskripten auf. Ein Kernbestandteil des Koran mag auf eine Verkündigung durch Mohammed zurückgehen, aber einige Teile des Koran wurden definitiv erst später hinzugefügt bzw. redaktionell überarbeitet. Außerdem sind im Laufe der Zeit viele kurze Textvarianten entstanden, wie das bei alten Texten üblich ist, die immer wieder und wieder abgeschrieben wurden.[9]

- Die Existenz und Bedeutung der Person des Propheten Mohammed als historischer Person steht und fällt vor allem mit der Frage, ob und wie viele Anteile des Koran man seiner Zeit zuordnet, oder ob man annimmt, dass der Koran ganz oder in großen Teilen erst nach der Zeit des Mohammed entstand. Die Meinungen der Forscher gehen hier auseinander.[10] Fred Donner zum Beispiel plädiert für ein frühes Datum des Koran.[11]

- Der Korantext ist nicht in „reinem“ Arabisch überliefert, sondern die syro-aramäische Sprache scheint einen gewissen Einfluss auf die Sprache, in welcher der Koran abgefasst worden ist, gehabt zu haben, der allerdings später vergessen wurde. Das könnte eine mögliche Erklärung dafür sein, warum etwa ein Fünftel des Korantextes nur schwer verständlich ist.[12]

- Der Islam entstand nicht unter polytheistischen Heiden in der Wüste, sondern muss in einem Milieu entstanden sein, das mit jüdischen und christlichen Texten vertraut war. Die „Ungläubigen“ waren keine heidnischen Polytheisten, sondern Monotheisten, denen man ein Abweichen vom Monotheismus unterstellte.[13]

- Die geographischen Angaben in Koran und späteren Überlieferungen passen nicht zu Mekka. Sie weisen auf einen Ort in Nordwestarabien, zum Beispiel auf Petra in Jordanien.[14]

- Insbesondere die Bindung zu den Juden war in der Frühphase des Islam stark. Juden galten als „Gläubige“ und zählten zur Umma. Antijudaistische Texte wie zum Beispiel jene über das Massaker an dem jüdischen Stamm der Banū Quraiza entstanden erst lange Zeit nach Mohammeds Ableben, als sich der Islam vom Judentum separierte.[15]

- Am Anfang waren weltliche und religiöse Macht in der Hand des Kalifen vereint. Das Kollegium der Religionsgelehrten entstand erst später und usurpierte die geistliche Macht der Kalifen.[16]

- Die islamische Expansion war zu Anfang vielleicht noch gar keine islamische, religiös motivierte Expansion, sondern eine säkulare imperial motivierte, arabische Expansion. Diese Expansion lief auch noch nicht auf die Unterdrückung der nicht-muslimischen Bevölkerung hinaus.[17]

- Nach Mohammed gab es noch mindestens zwei Phasen, die für die Ausformung des Islam in seiner späteren Gestalt von größter Bedeutung waren:
  - Unter dem Umayyaden-Kalif Abd al-Malik wurde der Felsendom in Jerusalem errichtet. Dort erscheint zum ersten Mal das Wort „Islam“. Bis zu diesem Zeitpunkt nannten sich die Muslime einfach „Gläubige“ und im islamischen Reich wurden Münzen mit christlichen Symbolen verwendet. Abd al-Malik spielt auch für die Redaktion des Korantextes eine wichtige Rolle.[18]
  - Die Abbasiden-Zeit. Praktisch alle islamischen Überlieferungen über die Anfänge des Islam stammen erst aus der Zeit der Abbasiden. Die Abbasiden als Sieger in der Auseinandersetzung mit den Umayyaden hatten großes Interesse daran, ihre Herrschaft zu legitimieren. Diese Motivation ist sichtlich in die überlieferten Texte mit eingeflossen.[19]

## Kritik an der revisionistischen Betrachtung
Die revisionistische Betrachtung der Anfänge des Islam stieß anfangs auf heftigen Widerstand in der Islamwissenschaft. Insbesondere Patricia Crone und Michael Cook (Hagarism, 1977) wurde vorgeworfen ihre als radikale wahrgenommenen Thesen ohne ausreichende Belege veröffentlicht zu haben. Wichtige Vertreter des Revisionismus, darunter Crone und Cook selbst, haben sich inzwischen von manchen Aussagen distanziert.
Kritik wird auch von Tilman Nagel geübt, der spekulative Forschungsansätze hinterfragt und einigen revisionistischen Forscher handwerkliche Fehler unterstellt. Allerdings akzeptiert Nagel den Grundimpuls der Revisionisten, dass mehr Wert auf die konsequente Anwendung der historisch-kritischen Methode gelegt werden müsse. Die Kritik am revisionistischen Ansatz ist allgemein schwächer geworden und richtet sich inzwischen oft nur noch gegen „extremen Revisionismus“ oder „Ultra-Revisionismus“.
Gregor Schoeler hält den revisionistischen Ansatz für zu radikal, begrüßt aber den Denkanstoß: „dies alles und noch manches Beachtenswerte mehr uns zum ersten Mal – oder erneut – zu bedenken gegeben zu haben, ist zweifellos ein Verdienst der neuen Generation der 'Skeptiker'.“
Andauernder Widerstand gegen das neue Paradigma kommt von Forschern, die die Anwendung der historisch-kritischen Methode auf die Texte des Islam grundsätzlich ablehnen. Sie argumentieren, dass diese Methode für christliche Texte entwickelt worden und deshalb kein Grund zu sehen sei, warum diese Methode nun auch auf islamische Texte angewandt werden sollte. Befürworter des Revisionismus bezweifeln hingegen die Wissenschaftlichkeit dieses Ansatzes.

## Spannungsverhältnis zum Islam
Nach dem Grad der Irritation, den die Forschungsergebnisse für den Islam bedeuten, lässt sich die Revisionistische Schule grob in zwei Lager einteilen:
- Insofern die Forschungsergebnisse die Historizität der Person des Mohammed bestehen lassen und auch die Entstehung des Koran hauptsächlich für die Zeit des Mohammed annehmen, bleibt der Wesenskern der islamischen Religion unangetastet. Das trifft unter anderem für folgende Vertreter des Revisionismus zu: Patricia Crone, Michael Cook, Fred Donner, Tom Holland, Günter Lüling.
- Insofern Mohammed nicht als historische Person gesehen wird bzw. die Entstehung des Koran hauptsächlich nicht in die Zeit Mohammeds datiert wird, wird der Wesenskern des Islam infrage gestellt. Das trifft unter anderem für folgende Vertreter des Revisionismus zu: John Wansbrough, Hans Jansen, Karl-Heinz Ohlig, Yehuda Nevo.

Neben der Historizität Mohammeds und der ihm zugeschriebenen koranischen Offenbarung werden folgende Punkte diskutiert:
- Überlieferungen, die den Islam über viele Jahrhunderte hinweg – jedoch nicht von Anfang an – geprägt haben, sind nicht wahr.
- Der Korantext ist nicht unversehrt überliefert worden.
- Gottes Wort ist auch im Koran in vielfacher Hinsicht in Menschenwort eingekleidet.
- Mohammed lebte nicht in Mekka.
- Das Verhältnis von Mohammed zu Juden und Christen war anders als gedacht.

Die Thesen der Revisionistischen Schule wurden inzwischen von Islamfeindlichen Autoren aufgegriffen, die vor allem die Zweifel an der Historizität Mohammeds und eine spätere Datierung des Korans übernehmen.